# 4385 Elsässer
4385 Elsässer là một tiểu hành tinh vành đai chính với chu kỳ quỹ đạo là 2062.3137258 ngày (5.65 năm).
Nó được phát hiện ngày 24 tháng 9 năm 1960.